# مارتین گیلبرت
مارتین گیلبرت، (به انگلیسی: Martin Gilbert) (زاده ۱۳ ژوئیه ۱۹۵۵) کارآفرین، بازرگان و مدیر ارشد اجرایی بریتانیایی مالزی‌تبار است، که در حال حاضر به‌عنوان مدیر عامل اجرایی شرکت مدیریت دارایی آبردین فعالیت می‌کند. وی همچنین از بنیانگذاران این شرکت بشمار می‌آید.